# Indakaterol
Az indakaterol (INN: indacaterol) krónikus obstruktív légúti betegségben szenvedő felnőtt betegek légszomjának csökkentésére, a légutak
(hörgők) tágítására szolgáló inhalációs por. Hatása 5 percen belül jelentkezik, és 24 órán át tart.
A szer szelektív, hosszú ideig ható adrenerg β2-agonista.
Az EU-Bizottság 2009. november 30-án engedélyezte a használatát az EU-ban.

## Adagolás
Inhalátorral(en) napi egy 150 μg-os vagy 300 μg-os kapszula belégzése. Az inhalátor szájrészén ebből kb. 120 ill. 240 μg jut át. A maximális adag napi egyszeri 300 μg. Minden nap ugyanabban az időpontban kell inhalálni. A kapszulákat tilos lenyelni.
A kapszula inhalátorba helyezése után egy gomb megnyomásával át kell lyukasztani a kapszulát, így a benne levő por az inhalátorba kerül. Ezután kilélegezni, majd szájon át vett mély levegővel az inhalátorból a tüdőbe szívni a port.

## Mellékhatások, ellenjavallatok
Asztmában nem szabad a szert alkalmazni (a hosszú távú hatások felderítetlensége miatt).
Paradox hatásként(en) hörgőgörcs(en) léphet fel, amely életveszélyes is lehet. Ha ez előfordul, más szerre kell áttérni. A paradox hatás lehetősége miatt sürgősségi ellátásra a szer nem javasolt.
A β2-agonistáknál szokásos mellékhatások léphetnek fel: szívproblémák (a pulzus és/vagy a vérnyomás emelkedése), EKG-elváltozások (T-hullám, ST-szakasz), hipokalémia, hiperglikémia.
A maximális javasolt adagban ezek kismértékben jelentkeznek (pl. a pulzusszám átlagos változása 1 ütés/percnél kisebb).
Terhességre vonatkozó adatok nincsenek, de a szer működésmódjából következően ellazíthatja a méh izmait, ezzel akadályozva a vajúdást. Ugyancsak nem ismert, hogy a szer átkerül-e az anyatejbe.
Patkánykísérletekben a 14-szeresen túladagolt szer a termékenység csökkenését okozta. Emberi adat nincs, de feltételezhető, hogy a maximális javasolt adagnak nincs ilyen hatása.
Nyulaknál és patkányoknál nem tapasztaltak embriót károsító hatást. Egereken és patkányokon rákkeltő hatást nem tapasztaltak.
Leggyakoribb mellékhatások: orrgaratgyulladás (9,1%), az inhalálást követő köhögés (6,8%, az aktuálisan dohányzóknál átlagosan 10, a többieknél 5 másodpercig), felső légúti fertőzés (6,2%), fejfájás (4,8%).

## Készítmények
Magyarországon:
- Onbrez Breezhaler 150 mikrogramm inhalációs por kemény kapszulában
- Onbrez Breezhaler 300 mikrogramm inhalációs por kemény kapszulában